# II-18
De II-18 is een nationale weg van de tweede klasse in Bulgarije. De weg vormt de ringweg van de hoofdstad Sofia. De II-18 is 62 kilometer lang.
De weg wordt ook wel SOP (Cyrillisch: СОП) genoemd. Dit is een afkorting van Sofijski Okolovrasten Pat (Cyrillisch: Софийски околовръстен път), wat ongeveer Ringweg Sofia betekent.